# Prządkowate (owady)
Prządkowate, jedwabnikowate, prządki (Bombycidae) – rodzina motyli obejmująca około 300 gatunków występujących w strefach tropikalnych i subtropikalnych Azji i Afryki.

## Charakterystyka
Są to ćmy o grubych masywnych odwłokach. Postacie dorosłe mają uwstecznione narządy gębowe i nie pobierają pokarmu. Skrzydła I pary u wielu gatunków sierpowato wygięte. Gąsienice żywią się liśćmi morwy i pokrewnych roślin, a przed przepoczwarczeniem snują oprzęd. Do prządek należy m.in. jedwabnik morwowy (Bombyx mori).
Prządkami bywa też określana cała nadrodzina Bombycoidea, która grupuje inne występujące również w Polsce rodziny jak np. Lasiocampidae, Lemoniidae, Endromididae i Saturniidae.

## Niektórzy przedstawiciele rodziny prządek
- Ocinara ficicola
- Theophila religiosae
- Penicillifera apicalis